# Martinikirche (Siegen)

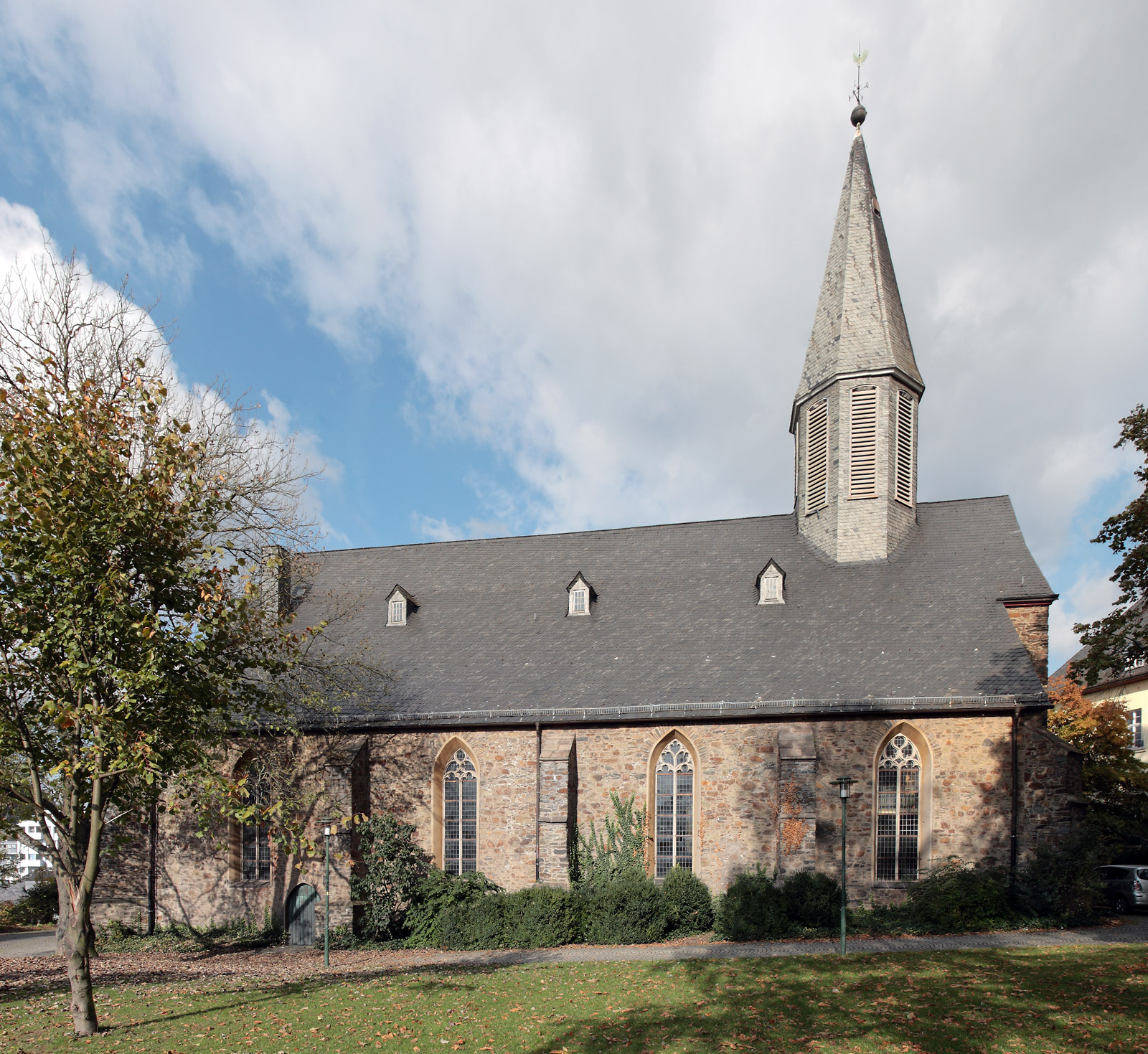
Die Martinikirche in Siegen, Ansicht von Süden

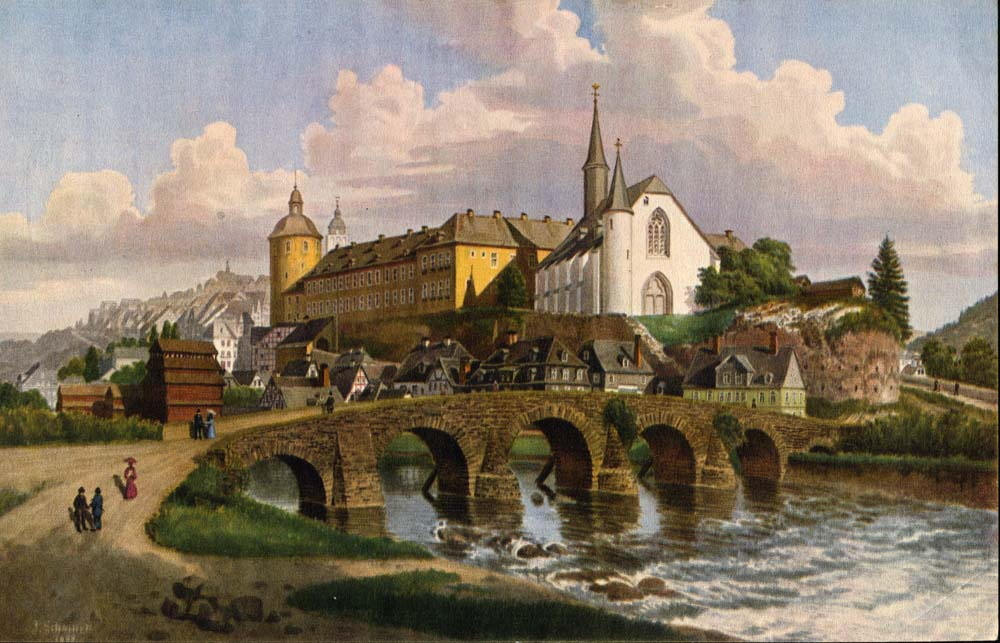
Die Martinikirche von Westen auf einer Stadtansicht von Jakob Scheiner, Aquarell aus dem Jahr 1899, den Zustand von etwa 1850 darstellend. Links hinter der Kirche das Untere Schloss, rechts davor die Ruine des Großen Bollwerks. Im Vordergrund der Fluss Sieg mit Siegbrücke

Die Martinikirche ist eine St. Martin gewidmete Pseudobasilika in Siegen, die in ihrer heutigen Form seit dem 16. Jahrhundert besteht, und deren Geschichte bis ins 8. Jahrhundert zurückgeht. Ihre älteste erhaltene urkundliche Erwähnung stammt aus dem frühen 14. Jahrhundert. Die Kirche liegt auf dem westlichen Felssporn des Siegberges am Rande der mittelalterlichen Kernstadt Siegens, unmittelbar westlich des Unteren Schlosses. Die Martinikirche ist der älteste noch erhaltene Sakralbau der Stadt und seit der Zeit der Reformation eine evangelische Kirche.

## Geschichte

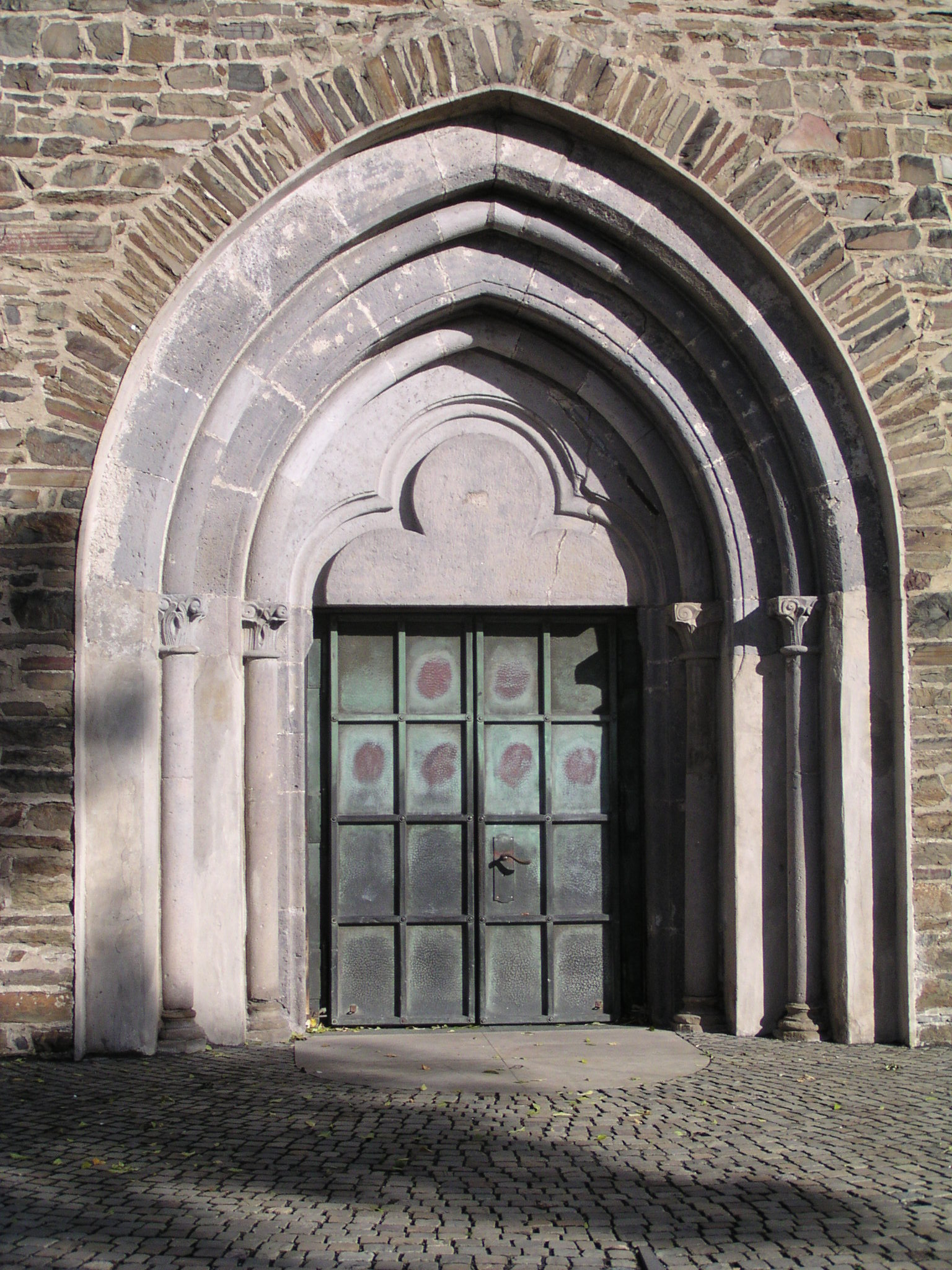
Portal der Martinikirche

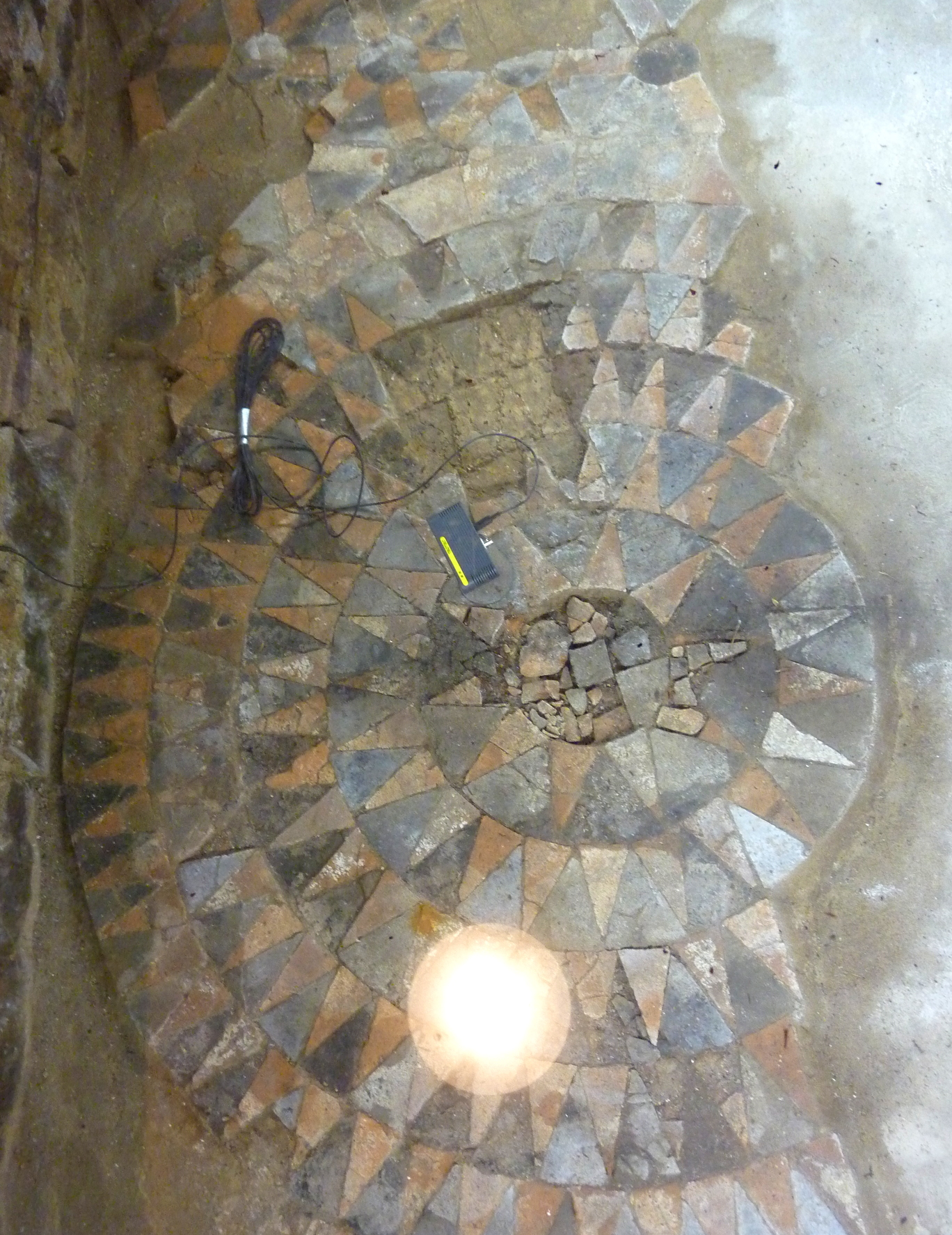
Das hochmittelalterliche Bodenmosaik unter dem heutigen Boden der Kirche

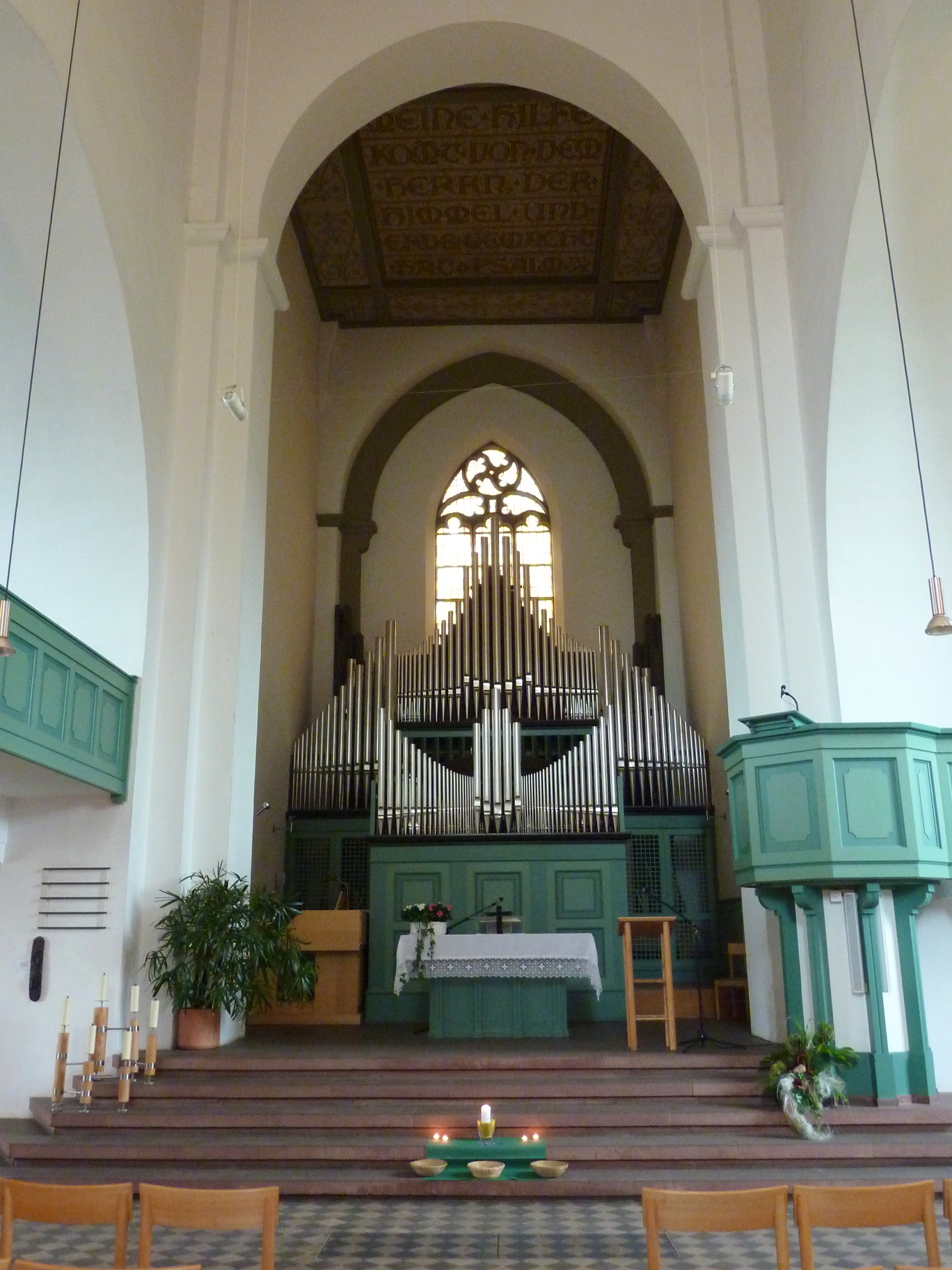
Mittelschiff mit Kanzel, hinten der Chor mit Altarraum und Kirchenorgel

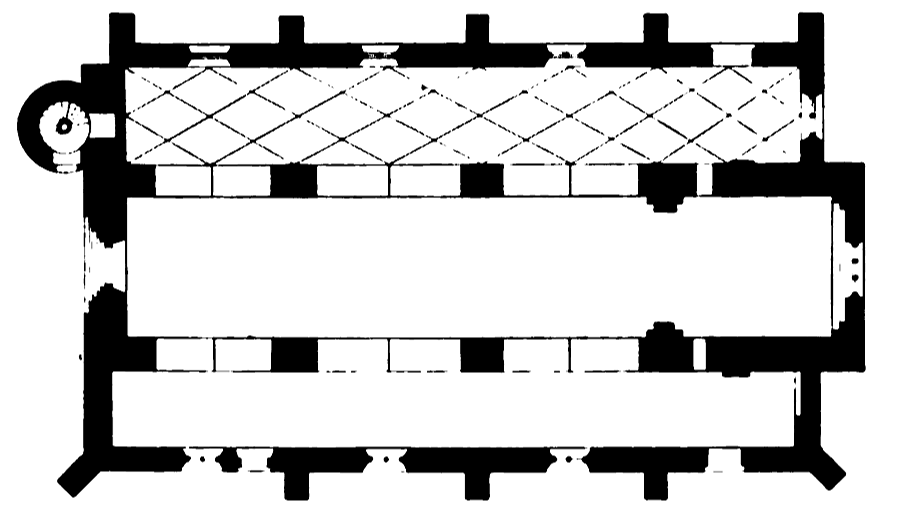
Grundriss der Martinikirche im frühen 20. Jahrhundert

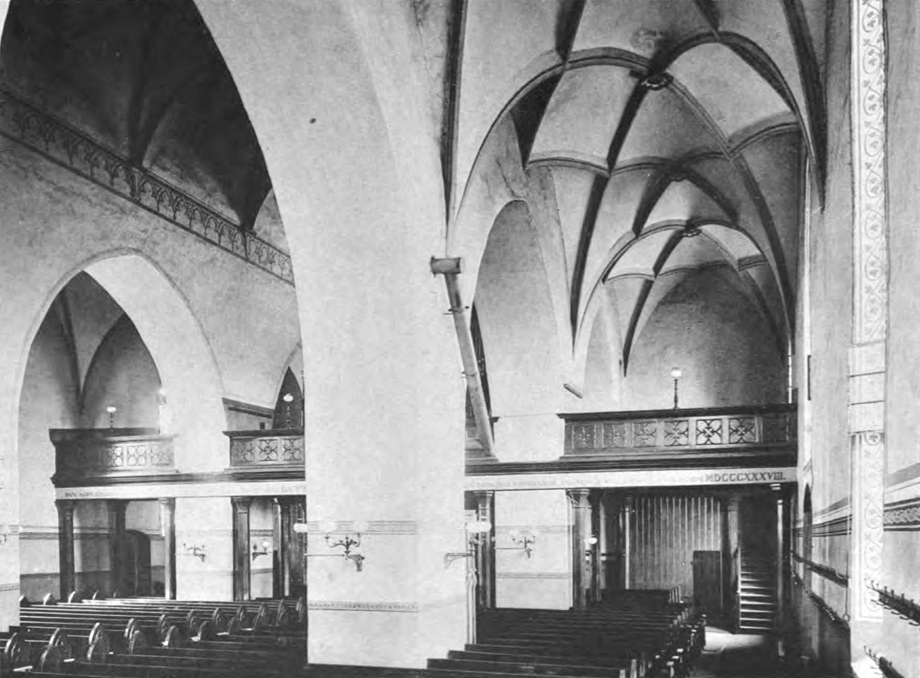
Innenansicht, Blick nach Südwesten. Fotografie von Albert Ludorff, 1897

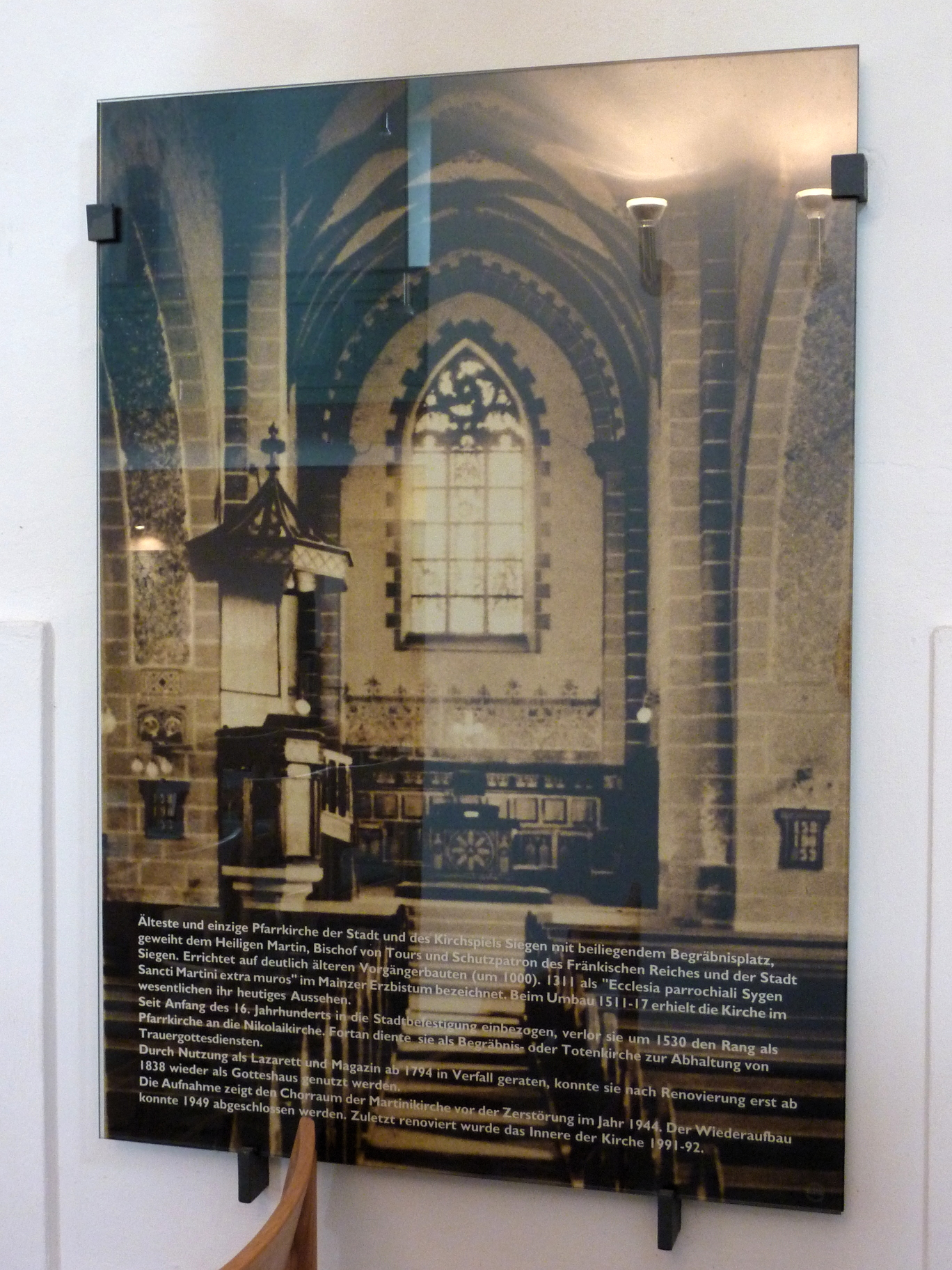
Ostseite des Mittelschiffs mit Kanzel und Chor, nach der Renovierung 1911/1912

Zum ersten Mal urkundlich erwähnt wurde die Martinikirche am 3. Juni des Jahres 1311. Die Urkunde dokumentiert die Ausstattung der Pfarrkirche mit Einkünften, unter anderem aus Einnahmen der „Mashütte uf der Weste“, einem Hüttenbetrieb am Fluss Weiß, sowie aus Gärten vor dem nordöstlichen Stadttor Siegens, dem Marburger Tor.
Aus archäologischen Funden wird geschlossen, dass am Standort der Kirche bereits in fränkisch-karolingischer Zeit, wahrscheinlich etwa Mitte des 8. Jahrhunderts, ein Vorgängerbau errichtet wurde – die Burgkapelle einer Grenz- und Straßenfeste. Die Datierung auf die Mitte des 8. Jahrhunderts markiert eine Zeit zunehmender Spannungen zwischen dem Frankenreich und dem nördlich an das fränkische Siegerland angrenzenden Einflussgebiet der Sachsen. Die Franken begannen in dieser Zeit damit, südlich des Rothaargebirges ihre befestigten Stellungen und Königshöfe auszubauen (→ Sachsenkriege von Karl dem Großen).
Der Standort auf dem Sporn des Siegberges, im Tal der Sieg nahe den Mündungen der Flüsse Alche und Weiß gelegen, war der strategisch geeignetste Platz, um von einer Festung aus die davor befindliche Furt über die Sieg an einem Abschnitt der Altstraße Köln—Marburg (später Brabanter Straße genannt) zu kontrollieren. Die in der Siegener Oberstadt auf dem Siegberg bis in die Gegenwart erhalten gebliebenen Straßennamen Kölner Straße und Marburger Straße zeugen von der Vergangenheit dieser Straßenverbindung, ebenso die erhaltenen Orts- beziehungsweise Straßennamen Kölner Tor (historisches Stadttor am westlichen Sporn des Siegbergs, Standort der Martinikirche) und Marburger Tor (historisches östliches Stadttor Siegens).
Diese Stelle wird daher auch als wahrscheinlicher Ursprung der Stadt Siegen angesehen – Jahrhunderte bevor die Stadt im Jahr 1224 erstmals urkundlich erwähnt wurde. Die Überreste einer als „aldestat“ („Alte Stadt“) bezeichneten Siedlung am westlichen Fuß des Siegbergs wurden erst im Jahr 1527 aus militärstrategischen Gründen abgerissen.
Ein Beleg für die Existenz einer Burgkapelle vor dem Bau der Martinikirche ist ein bei Grabungen unter dem nördlichen Seitenschiff freigelegtes Fußbodenmosaik, das auf das 10. Jahrhundert datiert wird. Die Ornamentik des aus unterschiedlichen geometrisch geformten Fliesen aus rotem und schwarzem Ton gestalteten Mosaiks zeigt unter anderem Sonnenkranz- und Kreuzlegungs-Symbolik, die auf ein sakrales Gebäude hindeuten. Aus der Größe und der aufwendigen Ausführung des Mosaiks wird außerdem auf einen „überdurchschnittlichen“ Herrensitz an dieser Stelle geschlossen. Abnutzungsspuren der Fliesen lassen auf einen längerfristigen Gebrauch schließen. An der Ostseite des Mosaiks wurde ein Brandstreifen gefunden, der auf eine Zerstörung des zugehörigen Gebäudes in historischer Zeit hindeutet. Diese Zerstörung des fränkischen Bauwerks wird als Anlass dafür interpretiert, an derselben Stelle im 11. Jahrhundert einen Nachfolgebau zu errichten. Das in den Jahren 1959/60 entdeckte und ausgegrabene Mosaik liegt 92 cm unter dem heutigen Fußboden des Gebäudes. Vergleichbare Mosaike wurden im Bochumer Stadtteil Stiepel und im Mindener Dom entdeckt.
Im 16. Jahrhundert verlor die Martinikirche ihre Rolle als Pfarr- und Hauptkirche Siegens, da sich das Stadtzentrum im Laufe der Zeit vom Fuße des Siegbergs auf dessen Gipfel verlagert hatte. Neue Pfarrkirche der Stadt wurde etwa im Jahr 1527 die bereits im 13. Jahrhundert dort errichtete Nikolaikirche. Durch den Bau des Unteren Schlosses im 17. Jahrhundert wurde die Kirche noch mehr vom Stadtzentrum abgeschnitten und verlor so weiter an Bedeutung, bis sie im 18. Jahrhundert nur noch für Trauerfeiern und Beerdigungsgottesdienste genutzt wurde und das Gebäude schließlich verfiel. In Kriegs- und Notzeiten diente die Martinikirche sowohl als Lazarett als auch als Waffenkammer, so zum Beispiel während der Revolutionskriege ab 1794. Während der Zeit der Säkularisation seit dem frühen 19. Jahrhundert kam es zu schweren Beschädigungen des Gebäudes. Ein drohender Abriss wurde nur durch die Spende eines Siegener Kaufmanns für die Restaurierung verhindert, die von 1833 bis 1838 erfolgte. Ab der Wiedereinweihung am 17. Juni 1838 konnte die Martinikirche wieder für Gottesdienste genutzt werden. Eine weitere Renovierung erfolgte in den Jahren 1911/12, in deren Verlauf die Außenmauern aus Bruchsteinmauerwerk dem Zeitgeschmack entsprechend von Verputz befreit wurden. Die Innenräume erhielten eine historisierende Ausmalung. Im Zweiten Weltkrieg wurde die Kirche bis auf die Außenmauern zerstört und in den darauf folgenden Jahren bis 1949 wiederhergestellt. Die erneute Wiedereinweihung fand am 31. Oktober 1949 statt. Die Martinikirche steht heute unter Denkmalschutz und wurde zuletzt 1991 vollständig renoviert.

## Architektur

### Vorgängerbau aus dem 11., Wiederaufbau im 13. Jahrhundert
Im Laufe seines Bestehens wurde das Kirchengebäude mehrfach umgebaut. Für das 11. Jahrhundert wird auf eine spätromanische Stiftskirche mit fünf Türmen und mit großformatigem Westwerk geschlossen. Diese soll an den Ecken der Ostfassade zwei quadratische, an denen der Westseite zwei runde Türme sowie einen großen quadratischen Mittelturm im Westwerk aufgewiesen haben. Von diesen Türmen ist nur der Rumpf eines runden Treppenturms, heute mit spitzem Dach versehen, an der Nordwest-Ecke des Gebäudes erhalten geblieben; archäologische Befunde belegen die vormalige Existenz eines Gegenstücks an der südwestlichen Gebäudeecke. Die Schießscharten des erhaltenen Turmrumpfes geben einen Hinweis auf den einstmaligen Wehrcharakter des Kirchenbaus.
Es wird vermutet, dass diese Stiftskirche gegen Ende des 12. beziehungsweise zu Anfang des 13. Jahrhunderts durch einen Brand oder durch kriegerische Einwirkungen größtenteils zerstört wurde. Etwa im Jahr 1230 wurde die Martinikirche an derselben Stelle unter Einbeziehung der Reste der Stiftskirche wieder aufgebaut – laut einer Urkunde aus dem Jahr 1311 noch außerhalb der damaligen Siegener Stadtbefestigung gelegen. Eine Baunaht, die über die gesamte Höhe der rechten Hälfte der Westfassade geht, ist bis in die Gegenwart eine deutlich sichtbare Spur des Wiederaufbaus im 13. Jahrhundert.

### Erscheinungsbild seit dem 16. Jahrhundert
Seit einem Umbau in den Jahren 1511 bis 1516 hat die Martinikirche das derzeitige Erscheinungsbild einer dreischiffigen spätgotischen Pseudobasilika mit drei Jochen. Alle Außenmauern des Gebäudes bestehen aus verfugtem Bruchsteinmauerwerk. Der in früheren Jahrhunderten vorhandene Außenputz wurde im Zuge von Restaurierungsarbeiten zu Beginn des 20. Jahrhunderts entfernt und seitdem nicht wieder aufgetragen.
Die Längswände der Kirche an deren Nord- und Südseite werden von jeweils fünf Pfeilern gestützt, zwischen denen sich zweiteilige gotische Spitzbogenfenster sowie in der Nordfassade ein Nebenportal befinden. Im Laufe des Umbaus zu Beginn des 16. Jahrhunderts wurde das nördliche Seitenschiff um etwa einen Meter verbreitert, so dass die Seitenschiffe der Kirche seitdem ungleich breit sind. In das nördliche Seitenschiff wurde im 20. Jahrhundert eine hölzerne Empore eingebaut. Alle drei Kirchenschiffe besitzen statt der früheren gotischen Netzgewölbe seit dem Wiederaufbau nach dem Zweiten Weltkrieg flache Decken mit sichtbarer starker Bebalkung, wobei das Mittelschiff eine deutlich größere Deckenhöhe als die beiden Seitenschiffe aufweist. Der darüberliegende Dachboden soll in früheren Jahrhunderten unter anderem als Lateinschule benutzt worden sein. Anstelle eines Kirchturms hat der Bau als Glockenturm einen Dachreiter, der über dem Chor auf der Ostseite des Giebels eines nur sehr leicht gewalmten Daches aufsitzt. In der Ostwand des Chores, der um etwa 1,5 Meter aus dem Mittelschiff herausragt, befindet sich ein weiteres gotisches Spitzbogenfenster, dreiteilig und mit gotischem Maßwerk versehen. Ein baugleiches Gegenstück ist in die Westwand über dem Hauptportal eingelassen.

## Orgel
Die Orgel wurde 1951 von der Orgelbaufirma Emanuel Kemper & Sohn (Lübeck) nach der Disponierung des Organisten Helmut Winter erbaut. In den Jahren 1985 bis 2003 wurde das Instrument durch die Orgelbaufirma Mebold überarbeitet, wobei ein Großteil des Pfeifenmaterials ausgetauscht wurde. Das Taschenladen-Instrument hat 39 Register auf drei Manualen und Pedal. Die Trakturen sind elektrisch.
| I Hauptwerk C–g3 |       |
| Bordun           | 16′   |
| Prinzipal        | 08′   |
| Holzflöte        | 08′   |
| Oktave           | 04′   |
| Blockflöte0      | 04′   |
| Quinte           | 2 ⁄3′ |
| Oktave           | 02′   |
| Mixtur IV        |       |
| Trompete         | 08′   |
| Tremulant        |       |

| II Rückpositiv C–g3 |       |
| Bordun              | 08′   |
| Quintade            | 08′   |
| Prinzipal           | 04′   |
| Rohrflöte           | 04′   |
| Nasat               | 2 ⁄3′ |
| Gemshorn            | 02′   |
| Quinte              | 1 ⁄3′ |
| Sesquialtera II0    |       |
| Scharf III          |       |
| Krummhorn           | 08′   |
| Tremulant           |       |

| III Schwellwerk C–g3 |     |
| Traversflöte         | 08′ |
| Gambe                | 08′ |
| Schwebung0           | 08′ |
| Spitzflöte           | 04′ |
| Querpfeife           | 02′ |
| Klarinette           | 08′ |
| Fagott               | 16′ |
| Oboe                 | 08′ |
| Trompete             | 04′ |
| Tremulant            |     |

| Pedalwerk C–g3 |     |
| Untersatz      | 32′ |
| Prinzipal      | 16′ |
| Subbass        | 16′ |
| Oktave         | 08′ |
| Gedecktbass0   | 08′ |
| Oktave         | 04′ |
| Nachthorn      | 02′ |
| Mixtur V       |     |
| Posaune        | 32′ |
| Posaune        | 16′ |
| Trompete       | 08′ |

- Koppeln II/I, III/I, III/II, I/P, II/P, III/P; I/I und III/III als Suboktavkoppeln

## Martini-Kirchhof
Eine Texttafel an der Fassade der Kirche weist darauf hin, dass sich auf dem die Kirche umgebenden Areal die früheste nachweisbare Begräbnisstätte Siegens, der Martini-Kirchhof, befindet. Auf diesem seit 1882 in eine städtische Grünanlage umgewandelten Friedhof sollen bis 1843 etwa 60.000 Bestattungen vorgenommen worden sein. Dieses Gelände wurde zu Beginn des 16. Jahrhunderts mitsamt dem dort zwischen 1420 und 1691 vorhandenen Beinhause in die festungsmäßige Erweiterung der Stadtmauern einbezogen. 1502 bis 1511 entstand am talseitigen Ende des Kirchhofs das Große Bollwerk der Siegener Stadtbefestigung. Nachdem dieses 1846 eingestürzt war, erfolgte dessen endgültige Beseitigung durch Abbruch im Jahre 1893. Als weiterer Zugang zum Kirchhof befand sich in der südlichen Stadtmauer am Obergraben ab 1504 die „Neue Pforte“, ab 1850 „Heilige Pforte“ genannt.